# Końskie szerokości
Końskie szerokości – dwa obszary wysokiego ciśnienia atmosferycznego znajdujące się w okolicach 30 równoleżnika na półkuli północnej oraz południowej. Strefy te występują pomiędzy rejonem oddziaływania pasatów a rejonem o przeważających wiatrach zachodnich na półkuli północnej i półkuli południowej. Przemieszczają się one na północ lub południe w zależności od ruchu Słońca, pasatów i monsunów, wiejących z tej strefy na zewnątrz. Charakterystyczna pogoda dla końskich szerokości na morzu to stan ciszy lub słabego wiatru, wysokie temperatury powietrza oraz jego mała wilgotność. Na lądzie w tych szerokościach geograficznych przeważają pustynie.

## Pochodzenie nazwy
Termin końskie szerokości powstał w czasach, gdy transkontynentalny transport morski odbywał się żaglowcami, a częstym ładunkiem były konie przewożone z Europy do obu Ameryk oraz na Wyspy Karaibskie i Antyle. Podczas przedłużającej się podróży z powodu ciszy morskiej, koniecznością stawała się oszczędność wody pitnej dla pasażerów i załóg statków. Z tego powodu konie stawały się pierwszymi ofiarami racjonowania wody. Kończyły swój żywot po wyrzuceniu za burtę.